# Kauhajoki
Kauhajoki este o comună din Finlanda.